# Sant'Antonio abate (Pontormo)
Sant'Antonio abate è un dipinto a olio su tavola (78×66 cm) di Pontormo, databile al 1519 circa e conservato nella Galleria degli Uffizi di Firenze.

## Storia
Non si conoscono né le circostanze della committenza del dipinto né la sua destinazione originaria. la datazione al 1519 circa si basa unicamente su confronti stilistici quali lo stesso volto che compare nel San Giovanni evangelista di Pontorme o l'analoga forma del cartiglio a quello nel Ritratto di Cosimo il vecchio. Luciano Berti (1973) colse un influsso dureriano nell'espressione del santo, innestato però su un gesto poderoso, memore dei Veggenti di Michelangelo, che l'artista aveva forse visto in un viaggio verso il 1515, mentre è comprovata la sua ammirazione per le incisioni nordiche.
Solo Clapp e Salvini dissentono sulla datazione, propendendo per una collocazione alla fase più tarda.

## Descrizione e stile
Il santo è rappresentato a mezza figura, mentre si volta verso lo spettatore srotolando un cartiglio con un  gesto energico. È calvo e con una lunga barba bianca. Indossa un'ampia cappa marrone e un mantello scuro, e si appoggia, con la sinistra, al tipico bastone nodoso. La lettura del testo del cartiglio è controversa. Essendo la frase incompleta (a differenza di altri artisti, Pontormo evitò la forzatura di scrivere solo sui lati del rotolo visibili allo spettatore), potrebbe contenere la frase «Es Dei esto [mi]litate vict[oria]».
L'espressione è corrucciata, come sorpresa da una visione divina. La cromia è sobriamente bilanciata su tinte scure e terrose, tendenti quasi al monocromo, diversamente da quanto accade in altre opere.